# 4 décembre 1985
Le mercredi 4 décembre 1985 est le 338e jour de l'année 1985.

## Naissances
- Adam Ptáčník, coureur cycliste sur piste tchèque
- Andrew Brackman, joueur américain de baseball
- Carlos Gómez, joueur de baseball professionnel dominicain
- Emanuel Silva, kayakiste portugais
- Ibtihaj Muhammad, escrimeuse américaine
- Krista Siegfrids, chanteuse finnoise
- Martín Rodríguez Gurruchaga, joueur de rugby
- Nathan Stewart-Jarrett, acteur britannique
- Polat Keser, footballeur allemand
- Rodrigo Bonifácio da Rocha, joueur de football brésilien
- Temie Giwa-Tubosun, entrepreneuse et gestionnaire en santé nigériano-américaine

## Décès
- Henry Freulich (né le 14 avril 1906), caméraman américain
- Roger Leenhardt (né le 23 juillet 1903), cinéaste, critique de cinéma, réalisateur et producteur
- Teixeirinha (né le 3 mars 1927), chanteur et musicien brésilien

## Événements
- Création du drapeau de la Polynésie française